# .44-40 WCF
La cartouche .44-40 Winchester Center Fire fut conçue pour la Winchester 1873. Elle remplaça la munition .44 Henry. Son appellation vient de l'association de son calibre (.44") et de sa charge de poudre– à l'origine 40 grains de poudre noire.

## Dimensions
- Diamètre réel de la balle : 10,80/10,90 mm
- Longueur de l'étui : 33,05 mm
- Longueur de la cartouche : 40,40 mm

## Balistique
- Masse de la balle : 12,96 g
- Charge de poudre : 2,6 g
- Vitesse initiale : 396 m/s
- Énergie initiale : 1 016 joules

## Synonymes
- 11 x 33 R (appellation CIP)
- .44 Winchester
- .44 Marlin
- .44 Largo (Espagne)
- .44 Marble Game Getter
- .44 Modèle 1873